# 레온베르거

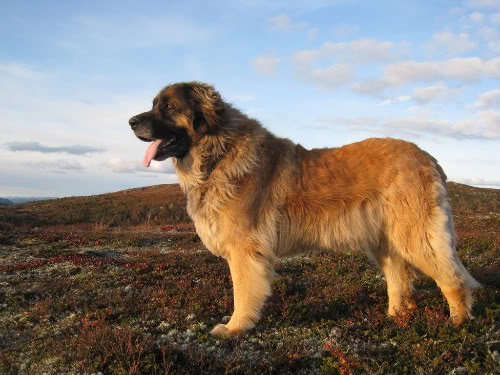

레온베르거(Leonberger)는 독일 바덴뷔르템베르크주 레온베르크의 이름에서 비롯된 개 품종이다.

## 설명
레온베르거는 덩치가 크고 근육이 있는 개이다. 안면부는 검은색이며 지성과 친근함이 돋보인다. 초기에 사역견과 수색 및 구조견의 뿌리를 둔다.

### 크기, 비율, 몸무게

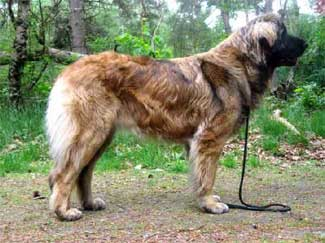
암컷

키
- 수컷: 71–80 cm (28–31 in): 평균 75 cm (30 in)[1]:18[2]
- 암컷: 65–75 cm (26–30 in): 평균 70 cm (28 in)[1]:18[2]

몸무게:
- 수컷: 120–170 lb (54–77 kg): 평균 140–150 lb (64–68 kg)
- 암컷: 100–135 lb (45–61 kg): 평균 115 lb (52 kg)

## 역사
1830년대에 독일의 개 판매자 Heinrich Essig는 뉴펀들랜드 암컷과 베리 수컷을 교배하였다고 주장한다. 레온베르거로 등록된 최초의 개들은 1846년 태어났으며 그에 기원한 수많은 좋은 품질의 종들이 만들어졌다.:4 저명한 설은 레온베르그의 문장에 새겨진 동물 사자와 비슷한 품종이 되도록 사육되었다는 것이다.